# 小行星1447
小行星1447（1447 Utra）是一颗围绕太阳公转的小行星。1938年1月26日，爾約·維薩拉在图尔库发现了此天体。
該小行星以維薩拉的出生地，芬蘭的城鎮烏特拉（Utra）命名。
这颗小行星的绝对星等为65.92405等。